# Burjátföld zászlaja
Burjátföld zászlajában a holdból, a napból és tűzből álló hagyományos burját Szojonbo az örök élet jelképe. A kék az eget és a Bajkál-tavat jelenti, a fehér a tisztaságot, a sárga pedig a szabadságot és a jólétet.